# Domaňovce
Domaňovce (allemand : Domensdorf ,hongrois : Dománfalva) est un village de Slovaquie situé dans la région de Prešov.

## Histoire
Première mention écrite du village en 1258.

## Démographie

### Évolution de la population
| Année:               | 1994. | 2004.   | 2014.   | 2024.   |
| -------------------- | ----- | ------- | ------- | ------- |
| Nombre de personnes: | 873   | 880     | 930     | 919     |
| Différence:          |       | +0,80 % | +5,68 % | -1,18 % |

| Année:               | 2023. | 2024.   |
| -------------------- | ----- | ------- |
| Nombre de personnes: | 882   | 919     |
| Différence:          |       | +4,19 % |